# Seriphidium subchrysolepis
Seriphidium subchrysolepis là một loài thực vật có hoa trong họ Cúc. Loài này được (Filatova) K.Bremer & Humphries ex K.Bremer & Humphries miêu tả khoa học đầu tiên năm 1991.